# Frédéric Vervisch
 (octobre 2008).
Si vous disposez d'ouvrages ou d'articles de référence ou si vous connaissez des sites web de qualité traitant du thème abordé ici, merci de compléter l'article en donnant les références utiles à sa vérifiabilité et en les liant à la section « Notes et références ».
Pour les articles homonymes, voir Vervisch.
Frédéric Vervisch (né le 10 août 1986 à Roulers en Belgique) est un pilote automobile belge.

## Biographie
Frédéric Vervisch est né le 10 août 1986 à Roulers
en Belgique. Il est actuellement domicilié à Courtrai. C'est un pilote automobile belge.
Il a découvert le karting à l'âge de 11 ans dans un karting club à Courtrai. En 2004 il passa du karting au championnat de France de Formule 3 avec le Team JMP Racing. En 2005 il courut au World Series by Renault  avec le Team GD Racing puis en 2006 avec le Team SL Formula en Formule Renault 2.0 NEC et eurocup avant de se lancer en Formule 3 où il devient vice-champion en 2007 puis champion en 2008 de la coupe d'Allemagne de Formule 3 sans oublier le championnat d'Asie de Formule 3 en 2007-2008 avec le Team Goddard avec lequel il devient champion d'Asie de Formule 3.
Ses deux titres de F3 ne lui permettent toutefois pas de financer une saison de World Series by Renault et faute de mieux, il rejoint la formule atlantic aux États-Unis où il se montre meilleur rookie et 4e d'un championnat 2009 très peu relevé (10 voitures pendant la majorité de la saison).

## Carrière

### Carrière en karting
- 2000 : Belgian Championship ICA
- 2000 : ASAF ICA Junior class
- 2001 : Belgian Championship ICA
- 2001 : 24H Karting de Francorchamps
- 2002 : Karting
- 2003 : 24H Karting de Francorchamps
- 2003 : Belgian Kart Cup in the Junior Maxi class
- 2004 : 24H Karting de Francorchamps
- 2005 : Belkart Championship en 2005

### Carrière automobile
- 2003 : championnat de France de Formule 3
- 2004 : championnat de France de Formule 3
- 2005 : World Series by Renault
- 2006 : Formule Renault 2.0 eurocup
- 2006 : Formule Renault 2.0 NEC
- 2007 : coupe d'Allemagne de Formule 3
- 2007 :  V de V Challenge Sprint - Proto
- 2007 : World Series by Renault
- 2007-2008 : championnat d'Asie de Formule 3
- 2008 : coupe d'Allemagne de Formule 3
- 2008 : Formule 3 Euro Series
- 2009 : Formule Atlantic
- 2010 : championnat d'Italie de Formule 3
- 2011 : Superleague Formula
- 2012
- 2013
- 2014
- 2015: GT
- 2016: GT
- 2017: GT
- 2018: WTCR et GT
- 2019: WTCR et GT

## Palmarès

### Palmarès en Karting
- Champion ASAF ICA Junior class en 2000
- Troisième de Belgian Championship ICA en 2000
- Deuxième du Belgian Championship ICA en 2001
- Vainqueur 24H Karting de Francorchamps en 2001
- Vainqueur 24H Karting de Francorchamps en 2003
- Champion du Belgian Kart Cup in the Junior Maxi class en 2003
- Vainqueur 24H Karting de Francorchamps en 2004
- Douzième du Belkart Championship en 2005

### Palmarès en course automobile
- Vice-champion du championnat de France de Formule 3 en 2004 avec le Team JMP Racing
- Neuvième en Formule Renault 2.0 NEC en 2006 avec le Team SL Formula
- Douzième au  V de V Challenge Sprint - Proto en 2007 avec le Team JMP Racing
- Vice-champion de la coupe d'Allemagne de Formule 3 en 2007 avec le Team JB Motorsport
- Champion du championnat d'Asie de Formule 3 en 2007-2008 avec le Team Goddard
- Champion de la coupe d'Allemagne de Formule 3 en 2008 avec le Team Jo Zeller
- vainqueur course 2 Macao WTCR 2018, 9ème du championnat WTCR
- vainqueur des 24H de DubaÏ 2019
- vainqueur course 1 WTCR en Slovaquie 2019
- vainqueur 24h du Nurburgring 2019
- vainqueur des 10h de Suzuka 2019
- vainqueur course 1 Espagne et course 2 France WTCR 2021

### Non classé
- NC au championnat de France de Formule 3 en 2003 avec le Team JMP Racing
- NC en World Series by Renault avec le Team GD Racing en 2005
- NC en Formule Renault 2.0 eurocup en 2006 avec le Team SL Formula
- NC en World Series by Renault avec le Team GD Racing en 2007
- NC en Formule 3 Euro Series avec le Team RC Motorsport en 2008

## Statistiques
| Année | Nombres de GP disputés | Nombres de victoires | Nombres de podiums | Nombres de pole positions | Nombres de meilleurs tours |
| ----- | ---------------------- | -------------------- | ------------------ | ------------------------- | -------------------------- |
| 2003  | 1                      | 1                    | 1                  | 0                         | 0                          |
| 2004  | 6                      | 4                    | 5                  | 0                         | 0                          |
| 2005  | 7                      | 0                    | 0                  | 0                         | 0                          |
| 2006  | 20                     | 0                    | 0                  | 0                         | 1                          |
| 2007  | 24                     | 4                    | 13                 | 1                         | 7                          |
| 2008  | 36                     | 18                   | 27                 | 14                        | 21                         |

- 92 courses
- 27 victoires
- 46 podiums
- 15 pole positions
- Il a gagné 29,35 % des courses auxquelles il a participé

statistique jusque 2008